# Jonilson Veloso
Jonilson Veloso Santos (Salvador, 30 de maio de 1975) é um treinador de futebol brasileiro, atualmente no comando do Jacuipense .
Ele é tio do jogador de futebol internacional Dante . 

## Títulos, campanhas de destaque e prêmios
Em 2021, ele treinou o Jacuipense em uma destacada campanha no Campeonato Brasileiro da Série D que levou a equipe ao histórico acesso à Série C do Campeonato Brasileiro.
Em 2023, Jonilson Veloso obteve o vice-campeonato baiano da temporada pela Jacuipense, além de ter sido ele foi escolhido pela Federação Baiana de Futebol para receber o prêmio de melhor treinador de futebol. Durante essa temporada, ele se destacou como um dos poucos técnicos negros a chegar na final de um campeonato baiano.